# Макропод звичайний
Макропо́д звича́йний (Macropodus opercularis) — тропічний прісноводний вид риб з підродини макроподових, родини осфронемових, підряду лабіринтових. В акваріумах відомий також під назвою ра́йська ри́бка (англ. Paradise Fish).
Вид був описаний Карлом Ліннеєм ще 1758 року в десятому виданні його знаменитої «Systema Naturae» під назвою Labrus opercularis. Він є першим відомим представником роду макропод (Macropodus). Видова назва opercularis має латинське походження й стосується темної, у світлій облямівці плями на зябрових кришках (operculum = зяброва кришка), присутньої у цього виду.

## Поширення
Природний ареал макропода охоплює Південний Китай до басейну Янцзи на півночі, включаючи провінцію Юньнань, Гонконг, острів Хайнань, а також Тайвань, Північний і Центральний В'єтнам. Крім того, зустрічається на північному сході Лаосу (провінція Сіангкхуанг) та на японських островах Рюкю, що відділяють Східнокитайське море від Тихого океану.
Північна межа поширення виду проходить приблизно 33 паралеллю, на широті міста Нанкін. Середня температура повітря може падати тут до 0 °C у грудні/січні й підійматися до 27 °C у липні, що відповідає помірному клімату Центральної Європи. Південною межею ареалу звичайного макропода вважається басейн річки Донгнай (в'єт. Đồng Nai) у Південному В'єтнамі. Найвідоміша південна популяція водиться у високогірній місцевості Далат, де клімат також помірний.
Макропод може жити в широкому діапазоні типів водойм та екологічних умов. Це можуть бути малі річки, затоки й бічні ділянки великих річок, ставки, озера, зрошувальні канали, заливні луки, рисові поля, канави та калюжі, часто заболочені. Зазвичай це мілкі водойми з густою рослинністю та стоячою або з повільною течією водою. Нерідко макроподів можна зустріти в застійних водоймах з дуже низьким вмістом кисню. У річках китайських низовин заходять в зону дії морських припливів із солонуватою водою.
Риби, особливо північних частин ареалу, добре пристосовані до прохолодної води (до +15°С), невимогливі до якості води та їжі. Показник pH в середовищах існування звичайного макропода може становити 6,0-8,0; твердість води 5-19° dH; температура 16-26 °C. Харчується комахами, безхребетними та дрібною рибою.
Природне середовище існування макроподів часто змінюється через зміну рівня води, і це змушує риб шукати собі нові місця проживання. Стан популяцій Macropodus opercularis у природі оцінюється як такий, що викликає найменше занепокоєння оскільки цей вид має велику територію поширення і немає жодних відомих загроз його існуванню. Загрозу видові може становити руйнування середовища його існування та забруднення водойм через використання пестицидів на сільськогосподарських землях. Чисельність популяції виду в деяких районах зменшилась.
Дуже популярний серед акваріумістів вид, і тому він широко перевозився по всьому світу. Завдяки своїй високій адаптивності звичайний макропод був інтродукований в багатьох країнах тропічної й субтропічної зони. Дикі популяції існують в Японії, Кореї, Малайзії, на острові Ява в Індонезії, на Мадагаскарі, в Південній Індії (в районі Ченнаї), Флориді (США).
Через великий ареал були сумніви, чи не ховається під назвою Macropodus opercularis декілька окремих видів. Зокрема кандидатами на цю роль розглядалися китайська та в'єтнамська популяції. Однак у результаті аналізу забарвлення, а також меристичних та морфометричних показників суттєвої різниці між ними не було виявлено.
Діапазон поширення звичайного макропода включає зони, де цей вид симпатричний кожному з інших видів роду Macropodus. Спостереження, здійснені в Центральному В'єтнамі, показують, що M. spechti зустрічається переважно у верхів'ях, а M. opercularis більше в нижній течії річок.

## Опис

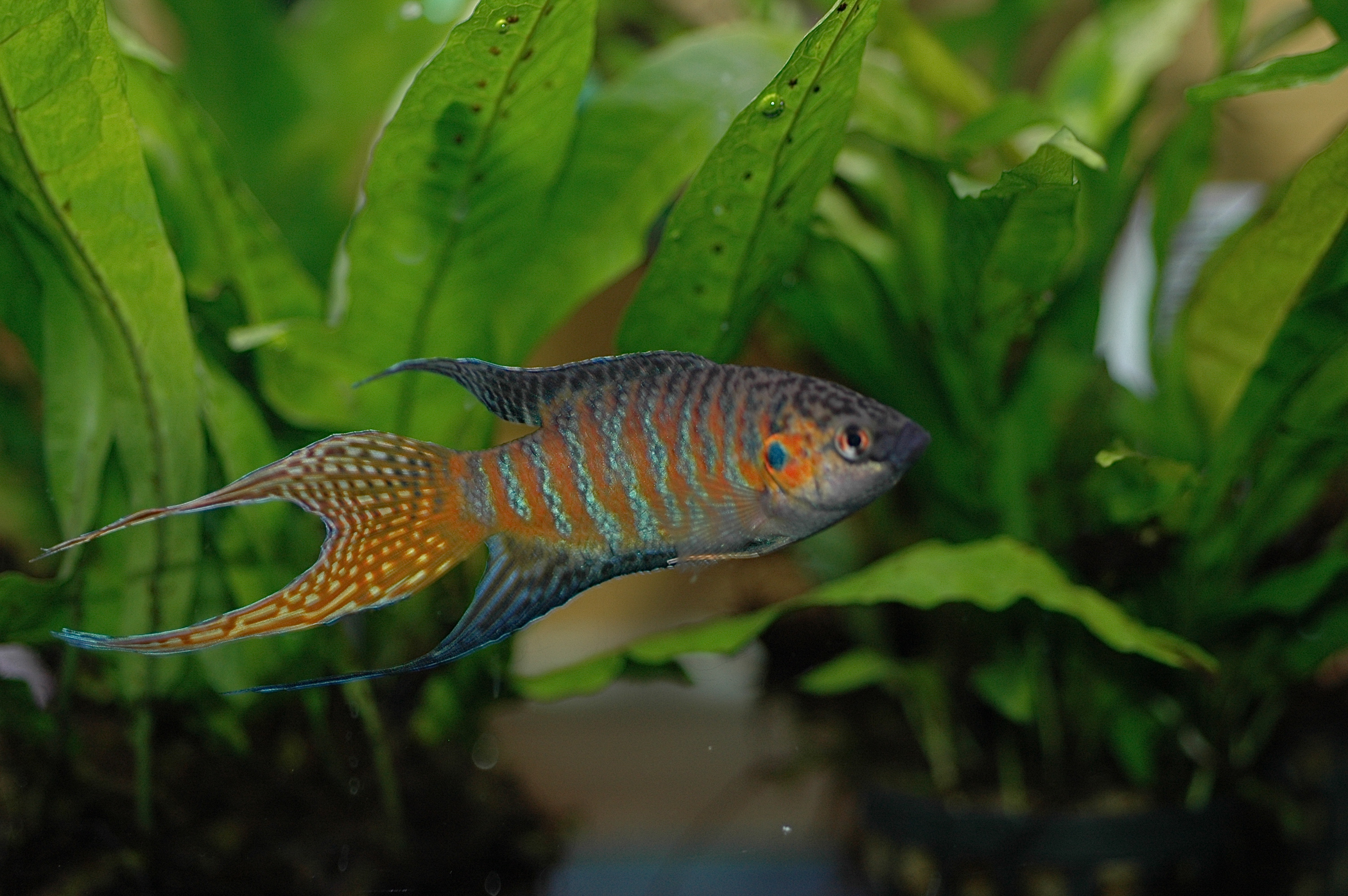
Самець Macropodus opercularis

Макроподи мають міцне, видовжене, яйцеподібне за формою, спереду лише трохи, а на хвостовому стеблі сильно стиснуте з боків тіло. Довгі спинний і анальний плавці в самця загострені й закінчуються ниточками. Такі самі вирости є й на ліроподібному хвостовому плавці. Самці можуть виростати до 10-11 см завдовжки, самки менші — до 9 см.
У спинному плавці 13-17 твердих і 5-8 м'яких променів, в анальному 15-22 твердих і 8-15 м'яких, в черевних по 1 твердому і 5 м'яких, в грудних плавцях по 11 променів (усі м'які). У бічній лінії 29-32 луски. Хребців 25-29.
Це досить барвиста риба. Основне забарвлення риб може сильно варіювати, може бути оранжевим, червоним, червонувато-коричневим, коричнюватим, оливково-коричневим, зеленкувато-коричневим, зеленкувато-сірим або просто сірим. Спинка темніша, черево світле. Найхарактерніша деталь забарвлення — це 7-12 пар широких вертикальних червоних або коричнево-червоних та синьо-зелених, блакитних або зелених смуг, що чергуються між собою. Всі смуги приблизно однакової ширини, іноді вони розгалужуються, іноді перериваються. Зяброві кришки червоні або оранжеві з характерною великою синьою до чорного плямою. Темна смуга, перетинаючи очі, пов'язує цю пляму з кінчиком морди.
Червоно-синій смугастий малюнок заходить на спинний та анальний плавці. Хвостовий плавець червоний або червоно-коричневий, вкритий блакитними крапками і рисками, має блискучу блакитну облямівку. Спинний плавець синій, з такими ж рисками, як на хвості, по краю він має білу облямівку. Анальний плавець спереду блакитний, ззаду червоний, також має білу облямівку. Черевні плавці яскраво-червоні з білими кінчиками, грудні прозорі й практично не забарвлені.
Самці помітно більші за самок, мають яскравіше забарвлення, плавці у них більші й мають довші «нитки». Забарвлення самок жовтувато-коричневе з мало помітними поперечними смугами.
Інтенсивність забарвлення макроподів може суттєво змінюватись залежно від статі, віку та стану риб. Найвищою вона буває в збуджених самців у період нересту й під час бійок. Натомість перелякані риби виглядають зовсім світлими й блідими. Пригнічені самці, що займають нижчий ранг в ієрархії, за забарвленням майже не відрізняються від самок. У молодих екземплярів вертикальні смуги нечіткі, можуть бути й взагалі відсутні, а забарвлення буває однорідним, блідо-жовто-коричневим; самці та самки майже не відрізняються між собою.

## Біологія

### Дихання
Як і всі лабіринтові риби, макроподи мають спеціальний допоміжний орган дихання — лабіринт. Розташований у зябрах, він дозволяє рибам дихати атмосферним повітрям. Стінки лабіринтового органу насичені численними кровоносними судинами, завдяки яким кров постійно збагачується киснем. Періодично риби спливають до поверхні води за черговим ковтком повітря. Такий спосіб дихання дозволяє макроподам виживати у бідних на кисень або забруднених водоймах. В екстремальній ситуації вони можуть певний час залишатися живими взагалі без води.

### Харчування
У природі спосіб харчування макроподів пристосовується до конкретних умов. Хоча ці риби всеїдні, перевагу вони надають їжі тваринного походження. Це переважно комахоїдна риба. Макроподи хапають комах, що впали на поверхню води, а часто навіть вистрибують із води і ловлять їх прямо у повітрі. Крім того, вони харчуються дрібними водними безхребетними, що складають зоопланктон, дрібними рибками.

### Поведінка

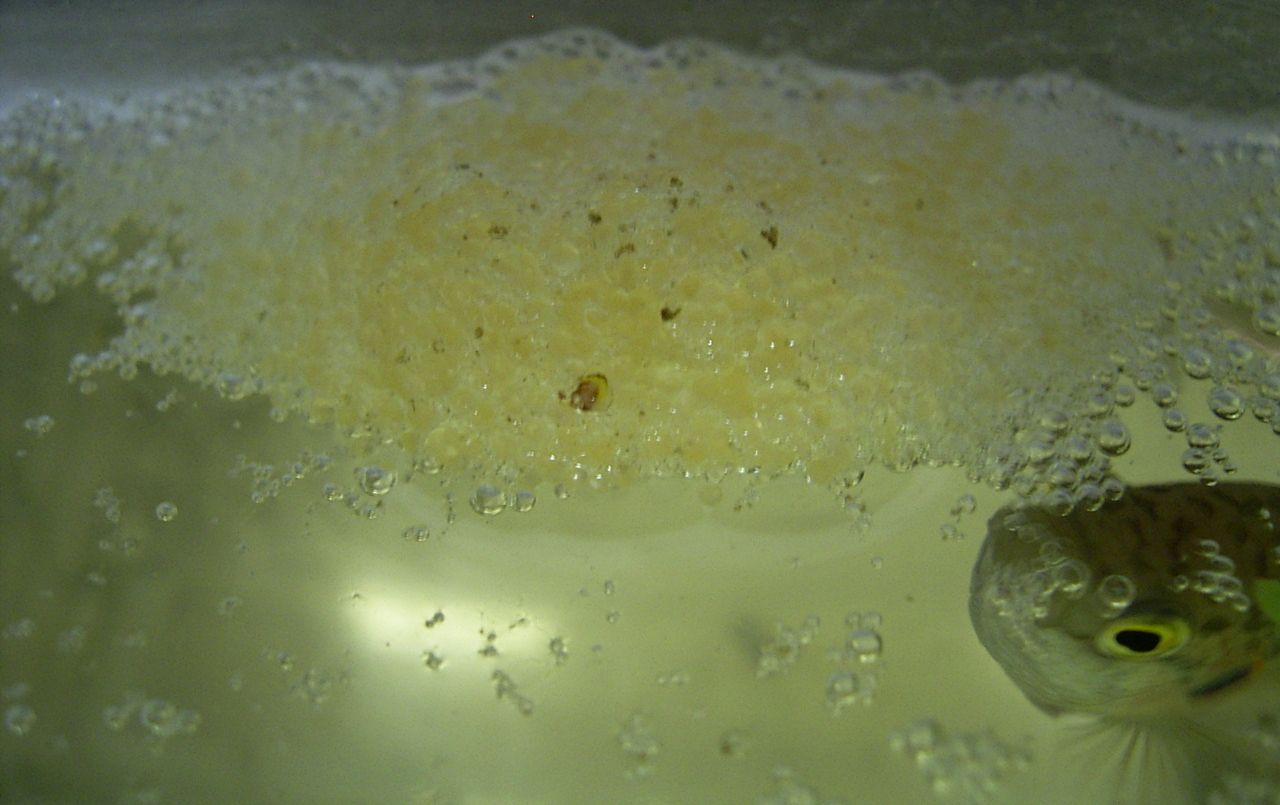
Макропод і його гніздо з бульбашок на поверхні води

Належить до числа солітарних тварин, що живуть по одинці, й утворює пари лише на час нересту. З настанням нерестового періоду агресивність самців помітно зростає, вони починають битися між собою. При цьому, загрожуючи своєму супернику, самці напружують тіло й підіймають спинний плавець. Вони завзято б'ються й завдають один одному пошкоджень.
Макропод — це денна тварина з добре розвиненою системою зорової комунікації, певні зміни її внутрішнього стану добре видно неозброєним оком. Ці риби виявляють генетичну схильність до дослідження неспецифічних видів риб і здатні розпізнавати та уникати хижаків. При цьому вони виробляють певну стратегію поведінки, залежно від результатів зустрічей з ними. Лабораторні дослідження виявили 13 способів поведінки макроподів: втеча (здійснюється за рахунок рухів хвоста), повільний рівномірний рух (без використання хвоста), рух поштовхами (серія швидких рухів із раптовими зупинками), повзання (рух уперед лише за допомогою швидкого биття грудних плавців), надзвичайно швидкий звивистий рух, ковтання повітря (час від часу риба спливає до поверхні за ковтком повітря для лабіринтового органу), кидання на їжу з витягнутою щелепою, стояння під поверхнею, стояння в товщі води (в обох випадках риба стоїть на місці, утримуючись за рахунок грудних плавців), відпочинок (риба стоїть біля дна, так що її анальний і хвостовий плавці торкаються ґрунту), похиле стояння (риба стоїть нерухомо під кутом 20-40 градусів до горизонталі, спинний, хвостовий та анальний плавці у неї складені, а грудні швидко рухаються), «замерзання» (риба нерухома, рухаються лише зяброві кришки та зрідка очі). Реагуючи на хижака, макропод зазвичай вдається до втечі або здійснює надзвичайно швидкий звивистий рух.

### Розмноження
Перед нерестом самці макроподів будують серед рослин, що плавають на поверхні води, гнізда з піни. Тут перебуватиме перебувати ікра, поки з неї не виведуться мальки. Самець плаває біля поверхні, втягує в рот порцію повітря й обволікає його плівкою зі слини, а тоді випускає невеликі бульбашки, «цеглини», що використовуються при будівництві гнізда. Він видуває їх із рота, і ті спливають до поверхні води, самець лише підправляє їх. Гніздо макроподів — це такий собі плавучий круглястий килимок розміром 5-6 см (іноді до 10 см) у перетині й 1-2 см заввишки. Гніздо з піни допомагає зберегти ікру в брудній болотяній воді. Воно доволі міцне. Будівництво може тривати від декількох годин до декількох днів, зазвичай 1-2 дні. У цей час самець не терпить нікого, хто б заважав йому.
Коли гніздо буде готове, поведінка самця різко змінюється. Він не тільки перестає ганяти самку, а ще й заманює її під гніздо, виконуючи ритуальний танок. Забарвлення самця в цей час стає особливо яскравим. Він розправляє свої спинний, анальний та хвостовий плавці й демонструє свою красу. Самка, навпаки, стає блідішою. Потім відбувається складний ритуал спаровування, який ініціює самка, штовхаючи носом самця в бік. Нерест відбувається під гніздом. Самець складає плавці й вигинає своє тіло у формі літери U. Самка запливає у цей вигин, а самець міцно стискає її й перевертає черевом догори. У цей момент риби здригаються, викидається й запліднюється порція ікри, після чого самець і самка розходяться. Весь акт триває декілька секунд. Велика краплина жиру підносить прозорі кульки ікри на поверхню. Знесилені риби в заціпенінні повільно падають до дна. Першим приходить до тями самець. Дбайливий батько поквапливо ловить ротом ротом ікринки й випльовує їх у гніздо. Іноді він дозволяє самочці допомогти йому. Навіть ті ікринки, що відразу потрапили в піну, самець ще раз втягне у рот і виплюне, щоб змити з ікринки мікроорганізми. Крім механічного очищення, це й своєрідне дезінфікування ікри. Слина лабіринтових риб має здатність вбивати збудників хвороб.
Ікринки в макроподів дрібні, молочного жовтувато-кремового або навіть червонуватого кольору. За один акт відкладається 10-30 ікринок. Нерест триває декілька годин. Чергові акти відкладання з різними за часом інтервалами повторюються знову і знову й тривають допоки самка не скине всю ікру. Макроподи доволі продуктивні риби, за нерест буває 500—800, а часто й понад 1000 ікринок.
У гнізді ікра перебуває в найсприятливіших умовах, маючи тут багато кисню, потрібного для розвитку. Тривалість інкубаційного періоду може бути різною: за температури 30°C — приблизно 30 годин, за 27°C — 48 годин, але може бути й до 96 годин. Після цього з гнізда звисає маленьке чорне «волосся» — це хвостики личинок, що вилупились із ікри. Вони харчуються зі своїх жовткових мішків. На 4-5-й день після нересту личинки перетворюються на мальків, починають вільно плавати й самостійно харчуватися.
Самець охороняє гніздо до появи мальків і доглядає за ним. Він підбирає ікринки, що випали із гнізда й повертає їх назад. Те саме він згодом робить і з личинками. Крім того, він постійно підтримує гніздо, додаючи до нього нові бульбашки. Після того, як мальки попливуть, гніздо розпадається. Макроподи — відмінні батьки, на відміну від інших лабіринтових риб, вони продовжують доглядати за потомством і після його розпливання. За небезпеки батько подає малькам спеціальний сигнал, і малята збираються коло нього, опиняючись у безпеці під охороною. Самки не беруть участі у батьківському піклуванні чи охороні території.
Звичайний макропод досягає зрілості за 70-90 днів і в лабораторних умовах може прожити до 6 років.

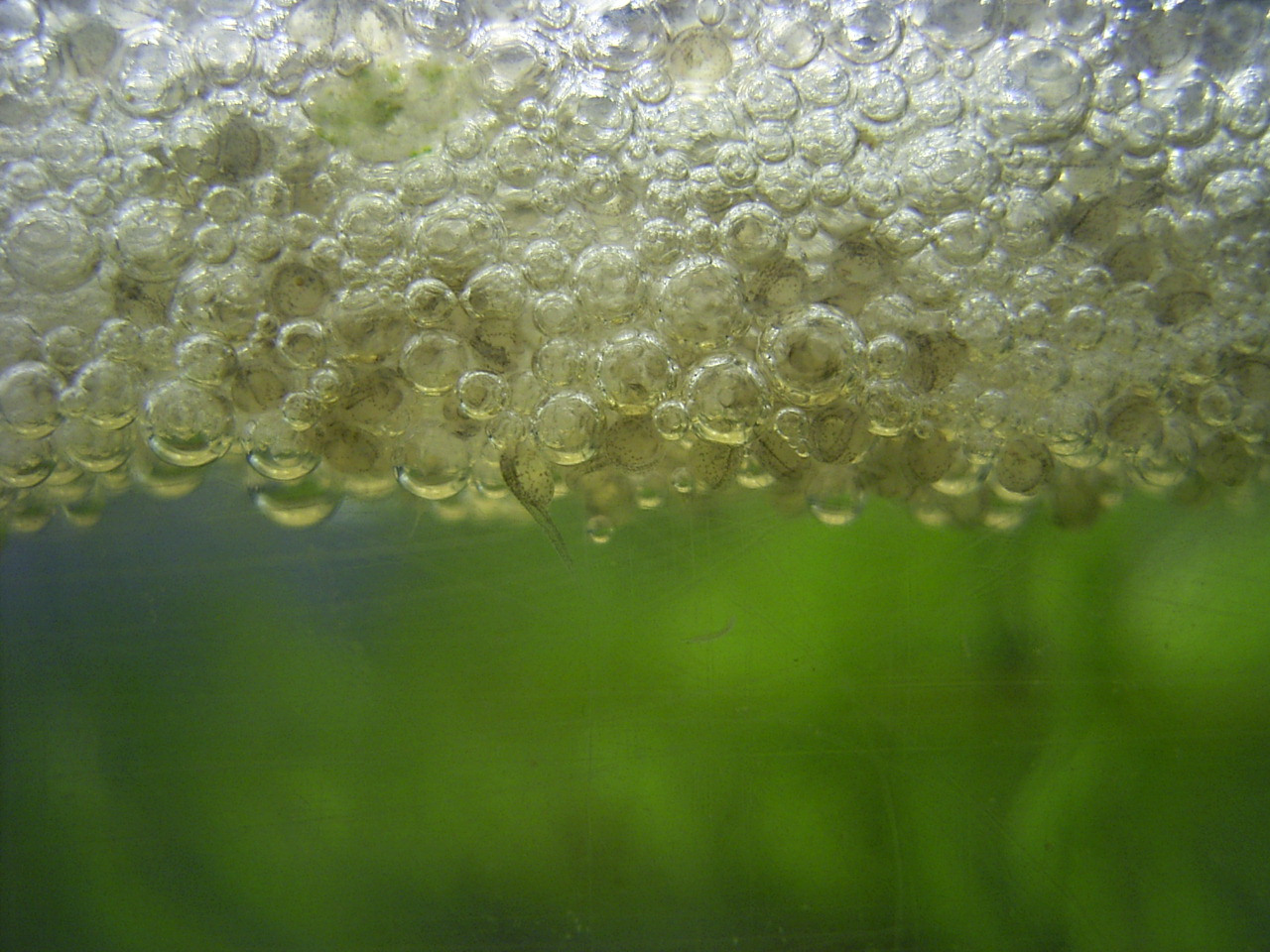
Гніздо з бульбашок
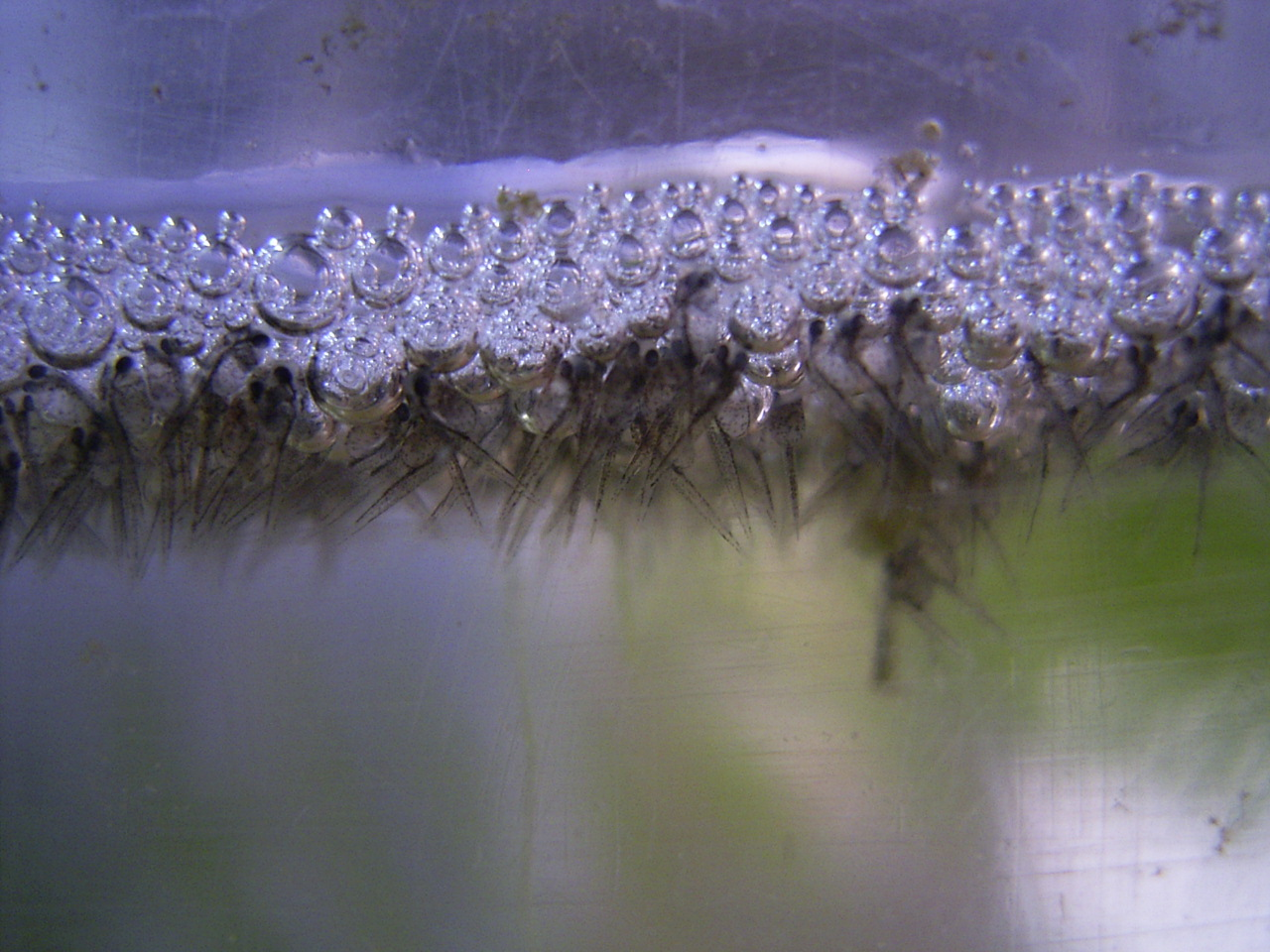
Личинки у гнізді
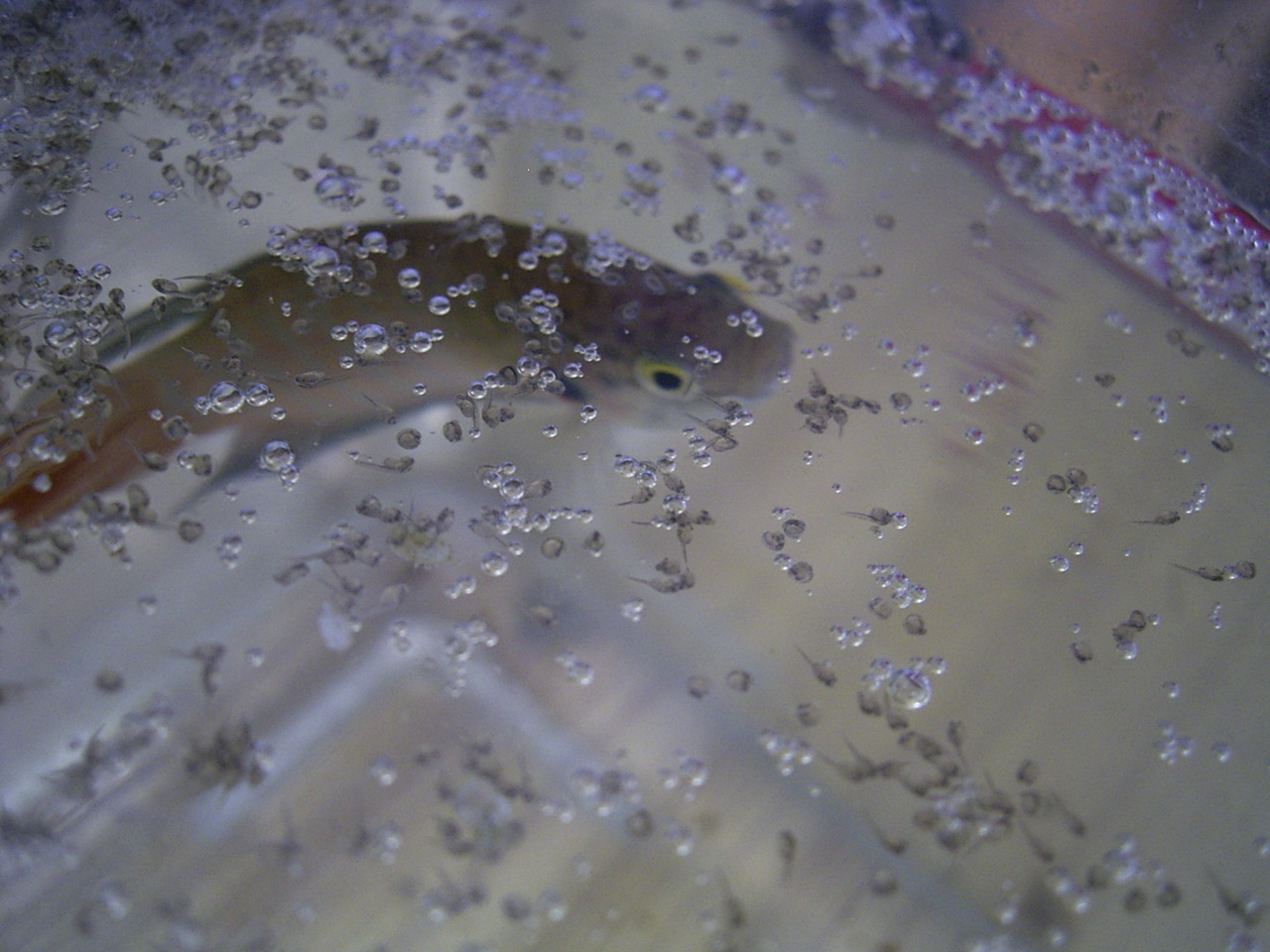
Виводяться мальки

## Утримування в акваріумі
Для рибальства вид нецікавий, але має комерційне значення в торгівлі акваріумними рибами.

### Історія

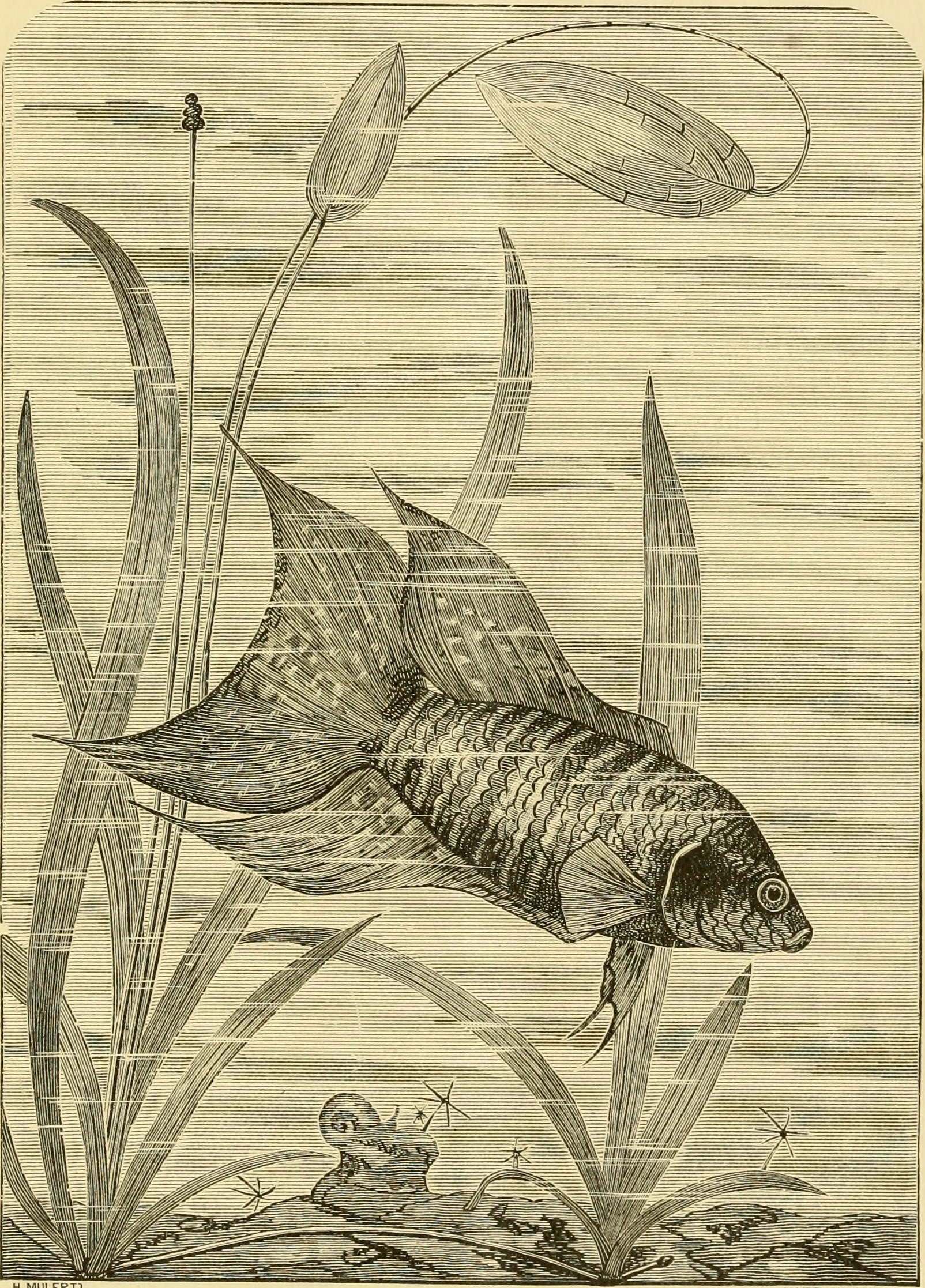
Зображення макропода в акваріумному виданні 1893 р.

Макропод є другим, після золотої рибки, мешканцем домашніх акваріумів і водночас першою тепловодною акваріумною рибкою. В Європу він був завезений у другій половині XIX ст. У 1869 році з китайського міста Нінбо на військовому кораблі «Імператриця» французький офіцер привіз до Парижа екзотичних риб, які були зовсім не схожі на золотих рибок. Це були відомі тепер макроподи. Вони зацікавили французького вченого-натураліста П'єра Карбоньє. Біологічні особливості, поведінка і процес розмноження вразили вченого. Рибки збудували з повітряних бульбашок гніздо, що плавало на поверхні води, відклали туди ікру, і, що найдивовижніше — самець немов нянька доглядав за мальками. Новина сколихнула уяву багатьох любителів природи. Тодішній Париж вирував. Легкість розмноження макроподів дала змогу розгорнути вигідну торгівлю. Через сім років макроподи потрапили до Німеччини.
Макропод вразив європейців своїми яскравими барвами та пишними плавцями. Вид походив із Китаю, а його фантастична зовнішність спровокувала сумніви, чи може така риба реально існувати в дикій природі. Припускали, що це форма, штучно виведена китайцями. Рибка стала швидко поширюватись серед європейських акваріумістів. Уже в кінці ХІХ ст. в акваріумах, крім простої неокультуреної форми, з'явилася варіація з великими вуалевими плавцями й яскравим забарвленням. Саме ці рибки були відомі під назвою «райських». До наших днів ця декоративна форма не збереглась і вважається втраченою.
Імпорт великої кількості нових цікавих видів тропічних риб суттєво потіснив макроподів в домашніх акваріумах, не в останню чергу цьому сприяло широке застосування обігрівачів та інших технічних засобів. Проте й зараз макроподи належать до популярних видів і постійно присутні в торгівлі акваріумними рибами. Макроподи з дикої природи рідко трапляються в продажу, адже вид розводиться в неволі в широких масштабах.

### Виведені породи
Відомо декілька порід макроподів, забарвлення котрих суттєво відрізняється від основної форми. Блакитна форма зустрічається в природі, інші виведені в акваріумах.
Блакитний макропод має світле синьо-сіре основне забарвлення з дуже темними, майже чорними смугами на тілі; візуально це викликає інверсію кольорів: яскраво-блакитні поперечні смуги на темному тлі. Хвостовий плавець також дуже темний до чорного. На спині помітні фіолетово-сині барви.
Макроподи-альбіноси були виведені в Німеччині 1933 року. Синій колір на тілі у них замінений на білий, темна пляма на зябрових кришках відсутня. Загальний тон тіла молочно-білий з жовтим або рожевим відтінком, черево світліше. На боках чергуються білі та оранжево-червоні смуги різної насиченості (залежно від конкретної особини). Всі плавці, крім незабарвлених грудних, оранжеві. Очі яскраво-червоні.
Дві інші породи (червона та оранжева) зустрічаються дуже рідко. Червоні макроподи мають яскраво-червоне тіло, спина та верхня частина голови коричневі, черево та горло сині, зяброві кришки яскраво-червоні, без синьої плями, на хвостовому стеблі є декілька синіх смуг. Хвостовий плавець червоний, з блакитною блискучою облямівкою. Спинний та анальний плавці сині з блискучою блакитною облямівкою, на основу останнього поширюється червоне забарвлення тіла. Черевні плавці блакитні, перший подовжений промінь має яскравий червоний колір. Грудні плавці прозорі, не забарвлені.
В оранжевого макропода тіло та голова жовто-рожевого кольору, смуги відсутні, на зябрових кришках є блакитна пляма. Всі плавці, за винятком незабарвлених грудних, жовтого кольору, біля основи яскравіші, ближче до кінця білішають.
Селекціонери працюють над формою та забарвленням класичного макропода. Багато уваги приділяється чистоті кольорів, смуги мають мати бути рівними, не розгалужуватись. Плавці мають відповідати встановленим стандартам, зокрема верхня та нижня частини хвостового плавця мають бути симетричними. Породисті екземпляри експонуються на міжнародних виставках.

### Умови утримання
Риси, характерні для макропода (невибагливість до кормів, якості води, а також здатність протистояти багатьом хворобам) пояснюють його популярність в початківців. Макроподи мають здатність зчищати і з'їдати водорості. Крім того, макроподи ще й санітари акваріума. Вони надають своєму хазяїнові неоціненну допомогу, винищуючи гідр і планарій в акваріумі. Занесені разом з кормом із природних водойм, гідри нападають на мальків, жалять дорослих риб. Щоб позбутися їх, потрібно на кілька днів до акваріума без риб пустити голодних макроподів. Тому не дивно, що вже понад сто років ця чудова рибка успішно культивується акваріумістами всього світу.
Макроподів тримають як у звичайних акваріумах для тропічних риб, так і в холодноводних (без обігріву) акваріумах, а влітку й у садових ставках. Макроподам потрібен акваріум на 50—100 л. Головну роль під час утримання цих риб відіграє не об'єм води для дихання, а вільне місце, де б вони могли вільно плавати. Зважаючи на особливості біології, пара макроподів може досить довго жити в невеличкому добре засадженому рослинами акваріумі за температури 18—30 °C, навіть якщо їх годувати виключно штучними кормами. Місцями мають бути густі зарості рослин. Бажана наявність рослин, що плавають на поверхні води: риччія, водяна папороть, пістія тощо. У той же час на поверхні має залишатися й вільне місце, щоб риби мали доступ до атмосферного повітря. Акваріум декорують корінням, корчами, стеблами тростини. Разом із кущами рослин вони ще надають макроподам необхідні схованки. Темне дно підкреслює забарвлення риб. Макроподи можуть плавати в усіх шарах води.
Акваріум обов'язково має бути тісно накритий склом, розташованим на відстані 4-5 см над поверхнею води. З одного боку, риби матимуть шар вологого теплого повітря, потрібного їм для дихання. З іншого боку, це не дозволяє макроподам вистрибнути з акваріума (вони доволі вправно стрибають над водою).
До якості води риби не вимогливі, вид дуже добре адаптується й може жили у воді з різними характеристиками. Твердість може коливатися в межах 5-30° dGH, показник pH 5,8-8,0. Так само невибагливі макроподи й до температури води, вони витримують як похолодання до 15 °C, так і нагрів до 35 °C; оптимальними є показники 21-24 °C. Раз на тиждень треба замінювати 1/10 об'єму води на свіжу, у свіжішій воді макроподи б'ються особливо часто. Риби люблять яскраве освітлення.
З годівлею макроподів проблем не виникає. Годують їх будь-яким кормом: живим, рослинним, зрідка сухим. Можна використовувати корми-замінювачі: яловичину, ікру тощо. У принципі, макроподи можуть жити й розмножуватись навіть на сушеній дафнії, проте очевидну перевагу вони надають живим кормам: трубковик, мотиль та інші личинки комарів. Зазвичай годують риб 1-2 рази на день. Важливо добре годувати риб перед нерестом. Якісний корм також сприяє більш насиченому забарвленню.
Макроподи їдять молюсків, спритно витягаючи їх за ногу з черепашки. Буквально за кілька днів вони можуть знищити в акваріумі всю популяцію равликів Planorbella duryi або Radix balthica.
Макроподи — дуже стійкі й витривалі риби, в акваріумі з нормальним доглядом хворіють рідко. Інтенсивність забарвлення суттєво залежить від умов утримання і стану риб. На жаль, яскраве забарвлення у макроподів доводиться спостерігати нечасто, в акваріумах зараз переважають бліді й маловиразні популяції, у яких замість червоного кольору в забарвленні присутній оранжевий.

### Характер
Макропод давно зарекомендував себе як розумна і цікава рибка. Він впізнає свого хазяїна й дуже прив'язаний до нього, з цими рибами цікаво спілкуватися.
Падіння популярності макроподів серед акваріумістів багато в чому пов'язане з агресивним характером цих риб. Макроподи — забіякуватий і виразно територіальний вид. Вони ворогують як між собою, так і з іншими рибами. У дикій природі макроподи займають території, які вони захищають, там вони живуть і розмножуються. В акваріумі вони дотримуються тих самих принципів. Кожен самець має утворити свою власну територію й захищати її.
Через свій характер макроподи мало підходять для спільного акваріума. Їхніми сусідами не можуть бути занадто малі або малорухливі риби. У жодному разі не можна тримати разом з макроподами риб з великими плавцями, бо ті швидко позбавляться їх. Макроподи — досвідчені мисливці, й будь-яку дрібну рибу вони можуть з'їсти. У той же час не можна тримати макроподів разом із іншими міцними рибами, які можуть стати для них конкурентами у встановлення контролю над акваріумом. Вони битимуться між собою, а, якщо сусід виявиться сильнішим, макропод змушений буде ховатися й постійно перебуватиме в стресовому стані.
Найкращим варіантом є просторий видовий акваріум, в якому тримають групу приблизно з п'яти риб. У таких умовах краще спостерігати поведінку макроподів. Шляхом бійок серед них встановлюється ієрархічна драбина на чолі з найбільшим і найагресивнішим самцем. Під час бійок макроподи завдають один одному пошкоджень, але до загибелі слабшого це зазвичай не призводить; переможений тікає з поля бою й ховається в гущавині рослин.
Агресивність різних популяцій макроподів і навіть окремих екземплярів може бути різною, серед них зустрічаються й мирні рибки. Помічено, що виведені породи є менш агресивними. Якщо молодих макроподів вирощувати в спільному акваріумі, вони звикають до своїх сусідів і, коли виростають, не чіпають їх. Але кожну нову рибу вони переслідуватимуть.

### Розведення

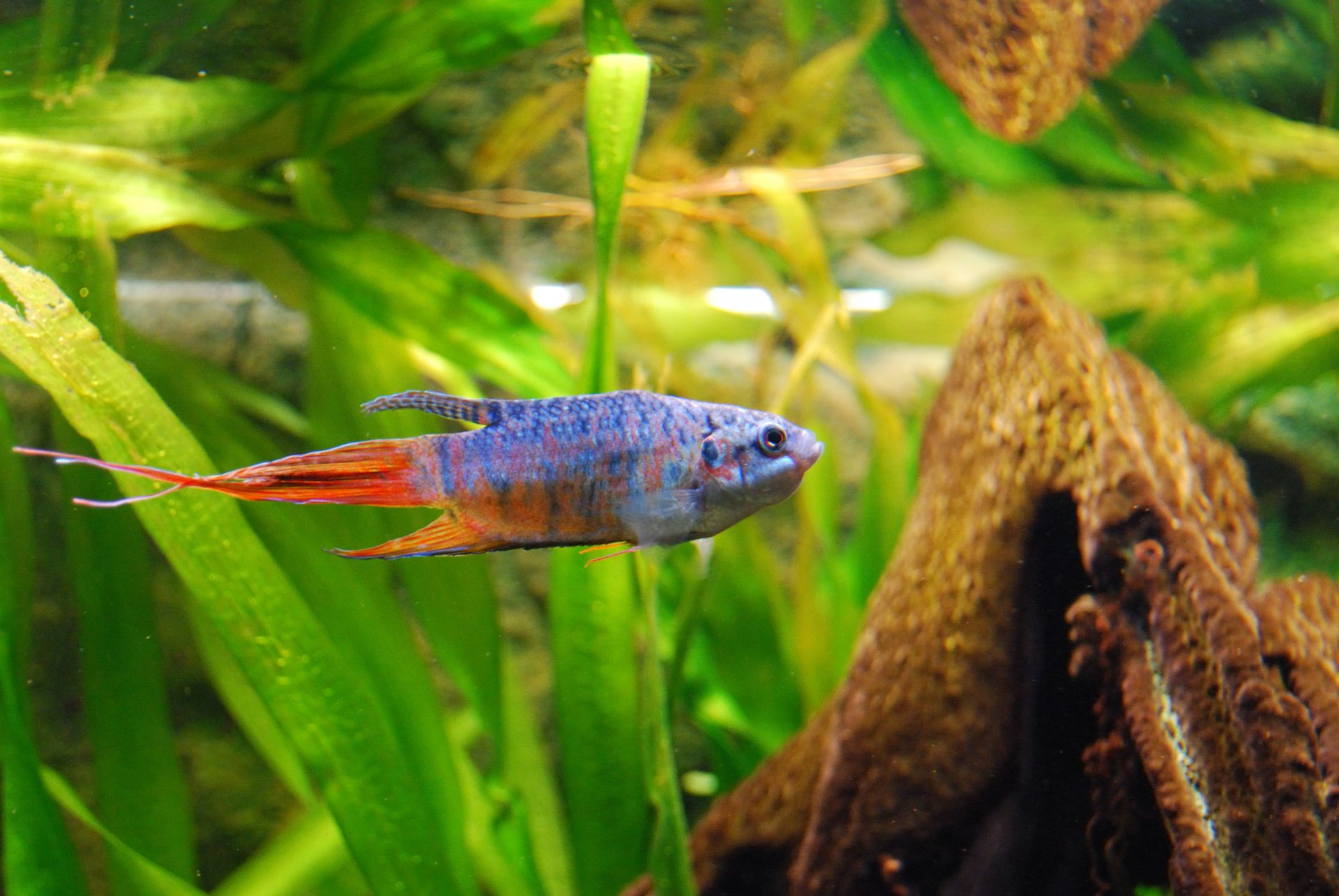
Самець макропода

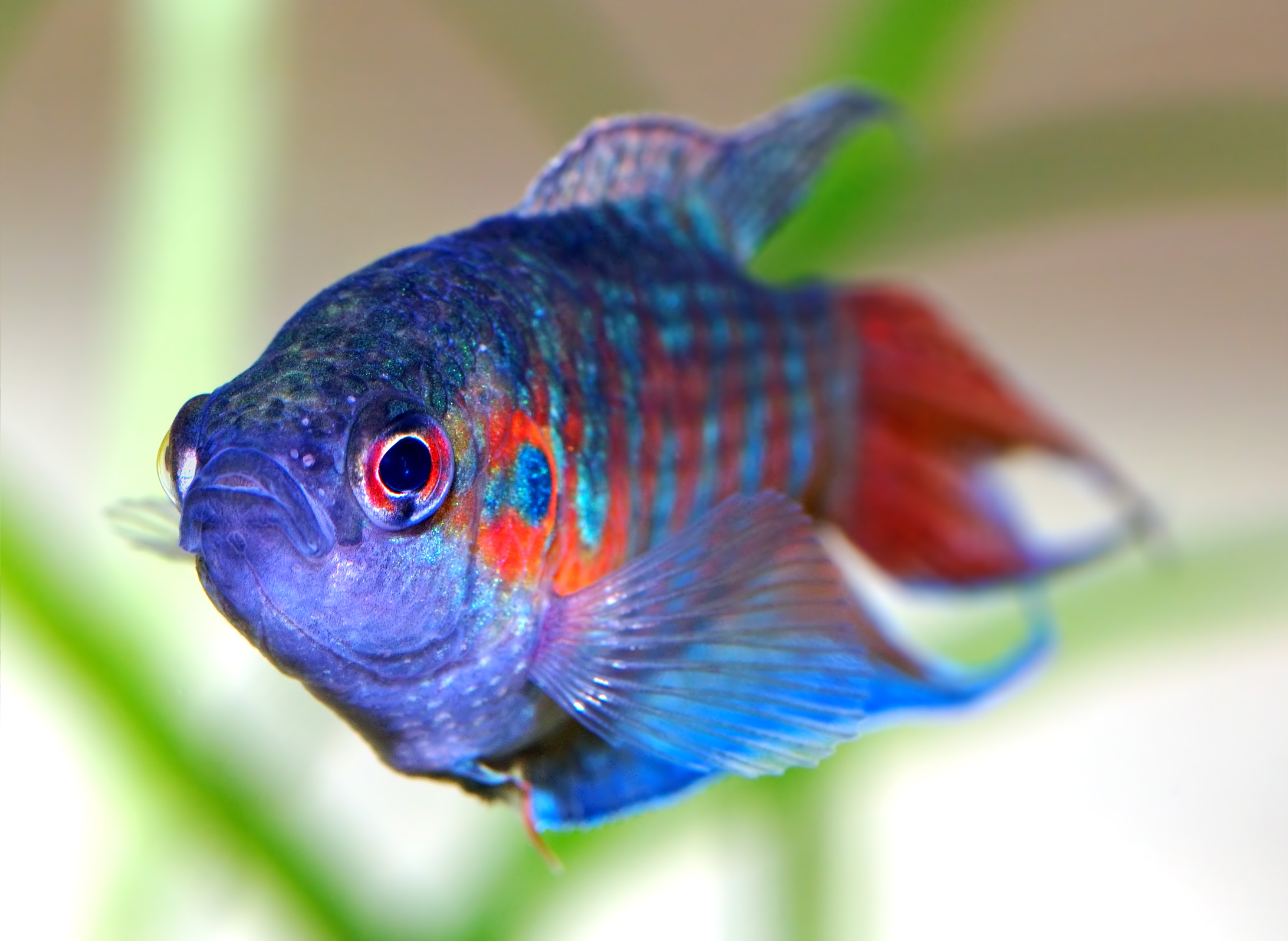
Macropodus opercularis

Розведення макроподів не викликає труднощів. Риби починають розмножуватись маючи розмір 5-6 сантиметрів завдовжки. Нерест може відбуватися й у спільному акваріумі, проте макроподи в цей час стають настільки агресивними, що загрожують не тільки спокою, але й життю сусідів. Тому краще розводити цих риб в окремому нерестовищі.
Розмножувати макроподів можна в посудинах невеликих об'ємів, але рекомендується, щоб місткість нерестовища становила 40-80 л, рівень води близько 15 см. Субстратом для нересту може бути ричія, рогата папороть або будь-які інші рослини, що плавають на поверхні води. Вони знадобляться самцеві при будівництві гнізда. Самка повинна мати схованки з густих кущів рослин, каміння, корчів, горщиків для квітів, шкаралупи кокосового горіха тощо. Акваріум заповнюють на 3/4 старою акваріумною водою і на 1/4 м'якою свіжою водою. Оптимальною є нейтральна (рН близько 7,0), м'яка (10° dH) вода з температурою 25-28 °C, хоча вистачає й 22-24 °C.
Нерест парний. Для розведення відбирають найбільші й найкрасивіші екземпляри. Самка повинна бути великою, щоб вона не стала жертвою агресивного самця. Відібраних рибок розлучають на тиждень-два й посилено годують різноманітними, переважно живими кормами 1-2 рази на день, щоб вони набрали хороших кондицій. При цьому уникають циклопів і дафній, бо після годівлі ними риби нерідко з'їдають своє потомство.
Готові до нересту плідники відразу після того, як їх посадили до нерестовища, починають цікавитись одне одним. Ініціатором завжди є самець. Самка, яка готова до ікрометання, має здуте черевце, наповнене ікрою. Самка, яка ще не готова до нересту, мусить триматися подалі від гнізда, самець буває дуже активний і може покалічити її. Старі самці стають з кожним нерестом усе агресивнішими і часто вбивають самку. У таких випадках рекомендується спочатку розділяти самця і самку в акваріумі прозорою перегородкою поки самець не збудує на своїй половині гніздо.
Відомі випадки, коли самець будує гніздо не на поверхні води, а в дуплах корчів або в інших місцях, де гніздо чимось захищене зверху й не може спливти.
Додаток свіжої води, зменшення її рівня та підвищення температури води на 2-3 °C стимулюють початок нересту. Коли умови є «правильними», самець, оглянувши кожний закуток і переконавшись, що там немає суперників, починає будувати з бульбашок повітря плавуче гніздо на поверхні води. Нерест починається з того, що самка підпливає до гнізда, біля якого знаходиться самець. Після кожного акту ікрометання самка на певний час ховається серед рослин, щоб перепочити.
Після нересту в гнізді залишається до 1000 ікринок. Тільки-но нерест закінчиться, самку слід забрати з нерестовища. Турботи по догляду за ікрою бере на себе самець. У цей час він стає надзвичайно агресивним, маленький вартовий нападає на кожного, хто наблизиться до гнізда. Якщо самку вчасно не виловити, самець може вбити її. Батько не тільки охороняє гніздо, але й постійно підбудовує його, ловить ікринки, а згодом личинок, що випадають із нього, і повертає їх назад.
Зразковий догляд за потомством в акваріумах спостерігається рідко. Зазвичай самець швидко починає нехтувати своєю територією й гніздом. Трапляється, що самець не набув батьківських інстинктів або йому заважають несприятливі умови, і він кидає гніздо та з'їдає ікру. Такого самця треба негайно прибрати з нерестовища. Ікра розвиватиметься самостійно. Щоб вона не загинула від грибкових хвороб, у воду додають 2—3 краплі 1 %-ного розчину метиленового синього на кожний літр води.
Для досягнення найкращих результатів при розведенні риб температура під час нересту та інкубації ікри повинна бути постійною. Через 30-50 годин з ікри прокльовуються маленькі личинки й повисають під гніздом. На п'ятий день гніздо розпадається, а крихітні мальки починають вільно плавати навколо свого батька й самостійно харчуватися. В цей час самця треба висадити. Він не їсть мальків, але краще його прибрати, його батьківські обов'язки на цьому скінчилися.
Стартовий корм: інфузорії, коловертки, живий пил. Невелику кількість мальків можна виростити навіть на подрібненому крутому яєчному жовтку або розтертій сушеній дафнії, вівсяному борошні. Цікаво, що вигодувати мальків у перші дні допомагає гніздо. Рослинні частинки, слина, яка містить білки, втрачає до того часу бактерицидні властивості й починає розкладатися. Під гніздом збираються хмари інфузорій, коловерток, дрібних черв'ячків, а потім і рачки. Такі самі скупчення дрібних істот є й серед коріння плавучих рослин.
Мальки макроподів — справжні ненажери; їжі в акваріумі повинно бути багато, щоб мальки плавали серед неї. Вони швидко ростуть, і вже за кілька днів їх можна годувати наупліусами артемій (Artemia salina), що тільки-но вилупились, а за 10-12 днів — дрібними циклопами. Кожних два дні 2/3 об'єму води обережно замінюють на свіжу, в акваріумі підтримують належну чистоту. За нормальних умов утримання і достатнього простору приплід росте рівномірно. Проте за нестачі корму одні мальки ростуть швидше за інших, а згодом великі мальки починають полювати менших. Задля запобігання канібалізму молодь сортують за розміром.
Лабіринт починає допомагати малькам дихати через З—5 тижнів після народження. Коли мальки дихають тільки зябрами, рівень води в нерестовищі зберігається невисоким, воду постійно продувають дуже дрібними бульбашками повітря. Не можна в цей час знижувати температуру води. Сигналом, що мальки почали дихати також за допомогою лабіринту, є їхня поведінка: вони регулярно спливають до поверхні води й заковтують повітря. Тепер можна підвищити рівень води у виростковому акваріумі й поступово, на 1—2°С на тиждень, знижувати її температуру.
Помічено, що за низьких температур молодь росте повільніше, але рибки мають міцніше тіло. За високої температури у них спостерігається ранній розвиток плавців, і виростають карликові рибки.
У віці кількох місяців молодь набуває забарвлення дорослих риб. Статева зрілість у молодих макроподів настає у 5-7 місяців. Тривалість життя у неволі становить 5-8 років.